# Авдонин, Александр Владимирович
Алекса́ндр Влади́мирович Авдо́нин (р. 2 сентября 1958, Вольск, Саратовская область) — художественный руководитель и режиссёр театра «Куклы Папы Карло», режиссёр-постановщик Саратовской областной филармонии имени А. Шнитке. Женат. Отец троих детей. 4 апреля 2018 года получил специальный приз жюри фестиваля «Золотой арлекин» за оригинальную и остроумную режиссуру в спектакле «Насеком-off-show».
С 2020 года по н.в. член общественного совета Саратовской областной думы.

## Биография
В 1980 году с отличием окончил физический факультет Саратовского государственного университета, в 1985 году с отличием — Театральное училище им. Б. В. Щукина по специальности «режиссура драмы». В период учёбы в университете был художником, режиссёром студенческого театра.
В годы учебы был создан Театр кукол и марионеток, который стал участником культурной программы XII Всемирного фестиваля молодежи и студентов в Москве.
В 1987—1988 гг. исполнял обязанности главного режиссёра в Алтайском краевом театре кукол. С 1988 г. продолжает работать в Саратове. Преподавал на театральном факультете Саратовской консерватории (в 1992 году выпустил курс по специальности «актёр театра кукол»), одновременно был режиссёром (главным режиссёром) Театра кукол «Теремок» (1988—1993). В 1993 г. создал собственный театр «Куклы папы Карло», до 2001 г. был его режиссёром-постановщиком. С декабря 2001 года — режиссёр-постановщик Саратовской областной филармонии им. А.Шнитке. Театр «Куклы Папы Карло» становится коллективом филармонии.
Является режиссёром постановок массовых праздников и торжеств: День Саратовской милиции, 200 лет МВД России, Открытие монумента П. А. Столыпина (2002), Дни Саратовской обл. в Западном Казахстане (2004), Вдоль по проспекту (2005), церемония открытия Всемирных Дельфийских игр (2008) и др.

## Награды
- медаль «За трудовое отличие» (1986)
- Благодарность Президента Российской Федерации (2011) — за заслуги в области культуры и  многолетнюю плодотворную деятельность[1]
- нагрудный знак «За отличную службу в МВД» (2002)
- знак Министерства культуры РФ «За достижения в культуре».
- Специальный приз жюри «Золотого Арлекина» — «За изобретательную, остроумную режиссуру в работе с марионетками в спектакле «Насеком – off – show» театра «Куклы Папы Карло» Саратовской областной филармонии им.А.Шнитке (2018)
- Награждён почётным знаком губернатора Саратовской области, 2018[2].
- 2020 Золотой Арлекин «за роль второго плана в кукольном театре» (роль волшебника Зарастро в спектакле «Волшебная флейта» театра «Куклы Папы Карло»  Саратовской областной филармонии им. А.Шнитке)